# وذمة راينكه
وذمة راينكه هي تورم في الأحبال الصوتية بسبب تجمع السوائل (الوذمة) في حيز راينكه. اكتُشف حيز راينكه لأول مرة من قبل عالم التشريح الألماني فريدريش بي. راينكه في عام 1895، وهو عبارة عن طبقة هلامية في الحبل الصوتي تقع أسفل خلاياه الخارجية. عندما يتحدث شخص ما، يهتز حيز راينكه ما يسمح بإصدار الصوت (النطق). يشار إلى حيز راينكه أحيانًا باسم الصفيحة المخصوصة السطحية.
تتميز وذمة راينكه بظهور الأحبال الصوتية المليئة بالسائل بمظهر «كيسي الشكل». يؤدي تورم الطيات الصوتية إلى خشونة الصوت والبحة. لذلك، تعد البحة الشبيهة ببحة التهاب الحنجرة العرض الرئيسي لوذمة راينكه. يعد التدخين السبب الرئيسي المرتبط بوذمة راينكه. في الواقع، يشكل المعتادون على التدخين نسبة تقدر بنحو 97٪ من المرضى المشخصين بوذمة راينكه. تشمل عوامل الخطر الأخرى التي اكتُشفت الاستخدام المفرط للحبال الصوتية، والارتجاع المعدي المريئي، وقصور الدرقية. يشاهد المرض لدى النساء أكثر من الرجال أغلب الأحيان، لأن تغيرات الصوت المنخفض تكون أكثر وضوحًا لدى النساء.
سُجلت أولى حالات وذمة راينكه في عام 1891 من قبل إم. هايك، تبعه ف. راينكه في عام 1895. حقن راينكه في دراساته صمغًا ملونًا ضمن الصفيحة المخصوصة السطحية (حيز راينكه) لتقليد الوذمة. تعتبر وذمة راينكه سليلة (بروز) حميدة (غير سرطانية) وتمثل 10٪ من إجمالي أمراض الحنجرة الحميدة. يبدأ علاج وذمة راينكه بالحد من عوامل الخطر المرتبطة بها مثل التدخين والارتجاع المعدي المريئي وقصور الغدة الدرقية. قد تحتاج الحالات المتقدمة لعملية جراحية صوتية بغية إزالة السائل من الأحبال الصوتية.

## العلامات والأعراض
تشمل قائمة الأعراض الشائعة:
- ظهور الأحبال الصوتية بمظهر «كيسي الشكل».[5]
- خشونة الصوت وعمقه.[9]
- مشاكل في الكلام (خلل التصويت).[6]
- انخفاض مجال الصوت مع تناقص حدوده العليا.[6]
- تمطط المخاط (تمدد).[1]
- ضيق نفس (عسر التنفس).[10]

تتميز وذمة راينكه بظهور الطيات الصوتية بمظهر «كيسي الشكل». تنتج الوذمة عن سائل أبيض شفاف يتسبب في انتباج (انتفاخ) الحبل الصوتي. تشمل الأعراض السريرية الأكثر شيوعًا لوذمة راينكه الصوت ذي النبرة المنخفضة انخفاضًا شاذًا مع بحة. ينتج الصوت منخفض النبرة عن زيادة السوائل في حيز راينكه، والذي يهتز بتردد أقل من المعتاد (أقل من 130 هرتز لدى الإناث، و110 هرتز لدى الذكور). تعد بحة الصوت مشكلة شائعة في العديد من أمراض الحنجرة، مثل التهاب الحنجرة. توصف النبرة بأنها قاسية ولاهثة. تترافق بحة الصوت أغلب الأحيان مع خلل التصويت، وهي حالة يجد فيها الفرد صعوبة في الكلام.
يعد تورم الأحبال الصوتية وانخفاض الصوت علامات منذرة لإصابة الفرد بوذمة راينكه. على المستوى المجهري، يبدي فحص الأحبال الصوتية لدى المرضى المصابين بوذمة راينكه انخفاض مستويات الكولاجين والإيلاستين وبروتينات النسيج البيني خارج الخلوي. يمكن استخدام هذه الميزات لتشخيص وذمة راينكه. تعتبر وذمة راينكه سليلة حميدة قد تصبح سرطانية إذا اقترنت بالتدخين. تشمل مؤشرات الإصابة بالسرطان تطور الطلاوة، والتي تظهر على شكل بقع بيضاء على الطيات الصوتية.
يعد التدخين والارتجاع المعدي المريئي وقصور الدرقية عوامل خطر لوذمة راينكه. تعتبر أعراض وذمة راينكه مزمنة لأنها تتطور تدريجيًا مع مرور الوقت وتعتمد على المدة التي يتعرض فيها الفرد لعامل الخطر. في حالة التدخين، تستمر وذمة راينكه في التطور مع استمرار التدخين. ينطبق هذا الأمر أيضًا على عوامل الخطر الأخرى، مثل الارتجاع المعدي المريئي غير المعالج والإفراط في استخدام الصوت، وهو أمر شائع في بعض المهن مثل المغنيين ومذيعي الراديو.

## الأسباب
يعتبر التدخين السبب الأول لوذمة راينكه. تشمل العوامل الأخرى الارتجاع المعدي المريئي، وقصور الدرقية، والإفراط المزمن في استخدام الصوت. يعد التدخين والارتجاع عاملا الخطر الوحيدان اللذان يؤديان إلى الإصابة بالسرطان. بالإضافة إلى ذلك، يزيد الجمع بين عدة عوامل خطر من احتمالية إصابة الفرد بوذمة راينكه. على سبيل المثال، يمتلك الشخص المدخن والمصاب بالارتجاع المعدي المريئي أيضًا قابلية متزايدة للإصابة بوذمة راينكه بمرور الزمن.
تُشخص وذمة راينكه عادة عند الإناث في منتصف العمر ممن لديهن سوابق تدخين (بعمر 50 عامًا أو أكبر). نظرًا لأن أصوات الذكور أقل حدة من الإناث، تقل احتمالية ملاحظة الذكور لتغيرات كبيرة في الصوت، وبالتالي تقل احتمالية السعي للعلاج. تبلغ الإناث عن انزعاج الجسدي أكبر بسبب وذمة راينكه. يزداد خطر وذمة راينكه مع تقدم العمر ومع التعرض الطويل للتدخين أيضًا. بالإضافة إلى ذلك، يعد الأفراد ذوي المهن التي تتطلب استخدامًا مستمرًا للصوت، مثل المغنيين والمدرسين ومضيفي الراديو، أكثر عرضة للإصابة بالمرض.
نظرًا لارتباط المرض ارتباطًا وثيقًا بالتدخين، لا توجد طريقة ثابتة للكشف عن وذمة راينكه. بالمثل، يشكل تجنب التدخين الطريقة الوحيدة للوقاية من وذمة راينكه. يمكن إيقاف تطور المرض عبر تبني أسلوب حياة خالٍ من التدخين بعد تشخيص وذمة راينكه، رغم أنه غير قابلة للعكس. بالتالي، من المهم الحفاظ على نمط حياة خالٍ من التدخين حتى بعد الجراحة، لأن السائل يمكن أن يعاود الظهور. في الواقع، يرفض الجراحون في كثير من الحالات إجراء الجراحة دون ضمان توقف الفرد عن التدخين.

## الآلية
تتألف الأحبال الصوتية من خمس طبقات من الخلايا، وهي:
- الظهارة حرشفية الخلايا.
- الصفيحة المخصوصة السطحية (حيز راينكه).
- الصفيحة المخصوصة المتوسطة.
- الصفيحة المخصوصة العميقة.
- العضلة الصوتية.

كي يُصدر البشر صوتًا للكلام، يجب أن تهتز الطيات الصوتية بسهولة. تهتز طبقتان من الأحبال الصوتية هما حيز راينكه والظهارة التي تعلوها. في الواقع، تتحرك هذه الطبقات بحرية فوق الصفيحتين المخصوصتين المتوسطة والعميقة الأكثر ثباتًا. يؤدي تراكم السوائل في حيز راينكه إلى تغير مرونة الحبل الصوتي، ما يجعله أقل تيبسًا وأكثر هلامية. يؤدي هذا الأمر إلى إبطاء اهتزاز الأحبال الصوتية، ما ينتج عنه صوت أجش وعميق. نظرًا لأن صوت الرجال عادةً أقل حدة من صوت النساء، يكون التغيير أكثر وضوحًا لدى النساء.
تحدث الوذمة عادةً في كلا الحبلين الصوتيين. يُعرف ذلك باسم وذمة راينكه ثنائية الجانب. تعتبر الفيزيولوجيا المرضية أو آلية حدوث وذمة راينكه غير معروفة جيدًا، ولكن، ترتبط المواد الكيميائية الموجودة في دخان السجائر بزيادة النفاذية الوعائية في الأوعية الدموية، ما يؤدي إلى تسرب السوائل إلى حيز راينكه. في الحالة الطبيعية، تكون الأحبال الصوتية محاطة بأوعية دموية محاذية بدقة، لكن قد تصبح هذه الأوعية الدموية غير مرتبة وهشة في وذمة راينكه. بالإضافة إلى ذلك، قد يخلف دخان السجائر مركبات أكسجين تفاعلية تغير بيئة الأحبال الصوتية. يُظهر تحليل الأنسجة في وذمة راينكه انخفاض كميات بروتينات الفبرونيكتين والإيلاستين ونوعي الكولاجين الأول والثالث وبروتينات النسيج البيني خارج الخلوي. يؤدي هذا الأمر إلى انخفاض صلابة الطبقة النسيجية عمومًا، وتهتز اهتزازًا أبطأ وتصدر صوتًا أعمق.
تتطور وذمة راينكه تدريجيًا وترتبط مباشرة بمدة التعرض لعوامل الخطر، مثل التدخين والارتجاع المعدي المريئي. ينقسم تطور المرض إلى نوعين: «شاحب» و «مزرق». يتميز النوع «الشاحب» من وذمة راينكه بالمظهر اللماع للأحبال الصوتية مع وجود سائل رائق (عديم اللون) تحتها. يمثل هذا النوع المرحلة المبكرة من المرض. يتميز النوع «المزرق» المتقدم من وذمة راينكه بازدياد كمية السائل مصحوبًا بتغير لونه من عديم اللون إلى الأصفر الرمادي. يسبب تورم الطيات الصوتية مظهرًا يشبه الانتفاخ، يُعرف باسم السليلة. تكون سلائل وذمة راينكه حميدة عادةً، ولكن، قد يوجد خطر الإصابة بالسرطان إذا كان المريض مدخنًا. بالإضافة إلى ذلك، إذا أصبحت الوذمة شديدة جدًا، قد يعاني المرضى من صعوبة في التنفس بسبب انسداد مجرى الهواء.